# Centro culturale e congressuale di Lucerna
Il Centro culturale e congressuale di Lucerna (in tedesco Kultur- und Kongresszentrum Luzern, KKL) è un edificio multifunzionale di Lucerna, in Svizzera; sorge sulla sponda del lago dei Quattro Cantoni, nel centro della città, e costituisce uno dei principali centri culturali della regione.
Progettato dall'architetto francese Jean Nouvel in stile postmoderno, è stato costruito tra il 1995 e il 2000; dispone di una sala concerti dotata di efficace acustica curata da Russell Johnson.